# Albignac
Albignac is een gemeente in het Franse departement Corrèze (regio Nouvelle-Aquitaine) en telt 252 inwoners (2005). De plaats maakt deel uit van het arrondissement Brive-la-Gaillarde.

## Geografie
De oppervlakte van Albignac bedraagt 9,7 km², de bevolkingsdichtheid is 26,0 inwoners per km².
De onderstaande kaart toont de ligging van Albignac met de belangrijkste infrastructuur en aangrenzende gemeenten.

## Demografie
Onderstaande figuur toont het verloop van het inwonertal (bron: INSEE-tellingen).